# هوسرف موسمیچ
هوسرف موسمیچ (انگلیسی: Husref Musemić؛ زادهٔ ۴ ژوئیهٔ ۱۹۶۱) بازیکن سابق یوگسلاو و مربی فوتبال اهل بوسنی و هرزگوین است.
از باشگاه‌هایی که در آن بازی کرده‌است می‌توان به باشگاه فوتبال سارایوو، باشگاه فوتبال هارت آف میدلوتیان، باشگاه فوتبال ستاره سرخ بلگراد، باشگاه فوتبال فنلو، و باشگاه فوتبال توئنته اشاره کرد.
وی همچنین در تیم‌های ملی فوتبال یوگسلاوی و بوسنی و هرزگوین بازی کرده‌است.